# Эрнандес, Хосе (футболист, 1926)
Хосе Эрнандес Гонсалес (исп. José Hernández González; 11 сентября 1926, Арресифе, Канарские острова — 11 октября 2011, Лас-Пальмас) — испанский футболист, полузащитник.

## Биография
Хосе Эрнандес родился 26 декабря 1926 года в испанском городе Арресифе.
Играл в футбол на позиции полузащитника.
В 1944—1945 годах играл за «Санта-Каталину», в 1945—1948 годах — за «Марино», в составе которого в сезоне-1947/48 стал чемпионом Канарских островов.
В 1949—1958 годах выступал за мадридский «Атлетико», в составе которого провёл в чемпионате Испании 155 матчей, забил 2 мяча. Дважды выигрывал чемпионат страны в 1950 и 1951 годах, был серебряным призёром в 1958 году.
По ходу сезона-1958/59, не сыграв ни одного матча за «Атлетико», перебрался в «Овьедо». За два сезона провёл 20 игр, мячей не забивал.
Завершил карьеру в сезоне-1960/61 в «Эстремадуре», проведя 8 поединков во второй лиге.
Умер 11 октября 2011 года в клинике Сан-Хосе в испанском городе Лас-Пальмас-де-Гран-Канария.

## Достижения

### Командные
«Атлетико»
- Чемпион Испании (2): 1949/50, 1950/51.
- Серебряный призёр чемпионата Испании (1): 1957/58.